# Катрейн, Виктор
Виктор Катрейн (Victor Cathrein; 1845 — 1931) — швейцарский католический писатель.
Иезуит, священник, был профессором нравственной философии в различных духовных учебных заведениях. Много писал по общественным вопросам, борясь с социализмом во имя религии и настаивая на необходимости для церкви взять в свои руки дело социальной реформы в интересах работающих классов; является безусловным сторонником сохранения частной собственности.

## Произведения
- «Die englische Verfassung» (1881);
- «Die Aufgaben der Staatsgewalt und ihre Grenzen» (1882);
- «Die Sittenlehre des Darwinismus» (1885);
- «Kritik der Ethik H. Spencers» (1885);
- «Moralphilosophie» (1890—1891, 3 изд., 1899);
- «Religion und Moral» (1900);
- «Philosophia moralis in usum scholarum» (4 изд., 1902);
- «Der Sozialismus» (7 изд., 1898);
- «Das Privateigenthum und seine Gegner» (3 изд., 1896);
- «Durch Atheismus zum Anarchismus» (2 изд., 1900);
- «Glauben und Wissen» (1903).